# Syrphoctonus
Syrphoctonus är ett släkte av steklar som beskrevs av Förster 1869. Syrphoctonus ingår i familjen brokparasitsteklar.

## Dottertaxa tillSyrphoctonus, i alfabetisk ordning[1][2]
- Syrphoctonus alaskensis
- Syrphoctonus albopictus
- Syrphoctonus alternatus
- Syrphoctonus altithronus
- Syrphoctonus aquilonius
- Syrphoctonus areolaris
- Syrphoctonus arizonensis
- Syrphoctonus asyntactus
- Syrphoctonus atamiensis
- Syrphoctonus badius
- Syrphoctonus belangerii
- Syrphoctonus borealis
- Syrphoctonus brevis
- Syrphoctonus calvus
- Syrphoctonus canaliculatus
- Syrphoctonus centralis
- Syrphoctonus chilensis
- Syrphoctonus collinus
- Syrphoctonus coloratus
- Syrphoctonus columbiensis
- Syrphoctonus compactus
- Syrphoctonus comptus
- Syrphoctonus confertus
- Syrphoctonus costalis
- Syrphoctonus coxator
- Syrphoctonus crassicornis
- Syrphoctonus crassicrus
- Syrphoctonus cressonii
- Syrphoctonus cultiformis
- Syrphoctonus cuneatus
- Syrphoctonus daschi
- Syrphoctonus decoratus
- Syrphoctonus dimidiatus
- Syrphoctonus dolichus
- Syrphoctonus elegans
- Syrphoctonus enizemopsis
- Syrphoctonus eximius
- Syrphoctonus fissorius
- Syrphoctonus flavidus
- Syrphoctonus forsteri
- Syrphoctonus fraudulentus
- Syrphoctonus furvus
- Syrphoctonus grabensis
- Syrphoctonus gracilentus
- Syrphoctonus haemorrhoidalis
- Syrphoctonus hurtadoi
- Syrphoctonus idari
- Syrphoctonus imperfectus
- Syrphoctonus impolitus
- Syrphoctonus incisus
- Syrphoctonus infuscatus
- Syrphoctonus insignis
- Syrphoctonus interstinctus
- Syrphoctonus intibiaesetus
- Syrphoctonus irinae
- Syrphoctonus kenyensis
- Syrphoctonus kuroashii
- Syrphoctonus labradorensis
- Syrphoctonus laevis
- Syrphoctonus lapsabundus
- Syrphoctonus lasius
- Syrphoctonus limbatus
- Syrphoctonus lineipes
- Syrphoctonus liparus
- Syrphoctonus lipothrix
- Syrphoctonus lissosoma
- Syrphoctonus longipes
- Syrphoctonus longiventris
- Syrphoctonus luisi
- Syrphoctonus macrogaster
- Syrphoctonus maculifrons
- Syrphoctonus masoni
- Syrphoctonus megaspis
- Syrphoctonus melanogaster
- Syrphoctonus mexicanus
- Syrphoctonus minimus
- Syrphoctonus momoii
- Syrphoctonus morio
- Syrphoctonus neopulcher
- Syrphoctonus nigreoauratilis
- Syrphoctonus nigriclypealis
- Syrphoctonus nigricoxus
- Syrphoctonus nigritarsus
- Syrphoctonus nudus
- Syrphoctonus pacificus
- Syrphoctonus pallipes
- Syrphoctonus papuae
- Syrphoctonus pectoralis
- Syrphoctonus pictus
- Syrphoctonus pleuralis
- Syrphoctonus preclarus
- Syrphoctonus punoensis
- Syrphoctonus quadrangularis
- Syrphoctonus rhysus
- Syrphoctonus robsonensis
- Syrphoctonus robustus
- Syrphoctonus rubeoauratilis
- Syrphoctonus ruficauda
- Syrphoctonus rufulus
- Syrphoctonus sauteri
- Syrphoctonus semipunctatus
- Syrphoctonus sicarius
- Syrphoctonus signatus
- Syrphoctonus simulans
- Syrphoctonus spinosus
- Syrphoctonus stictonotus
- Syrphoctonus striator
- Syrphoctonus strigator
- Syrphoctonus subopacus
- Syrphoctonus sundevalli
- Syrphoctonus tarsatorius
- Syrphoctonus tauriscorum
- Syrphoctonus tenuitibialis
- Syrphoctonus teres
- Syrphoctonus trachysoma
- Syrphoctonus varianus
- Syrphoctonus venustus
- Syrphoctonus vitreus